# Oiospermum
Oiospermum là một chi thực vật có hoa trong họ Cúc (Asteraceae).

## Loài
Chi Oiospermum gồm các loài: